# Simon Kingsbury
Simon Kingsbury est un auteur-compositeur-interprète québécois né en 1987, originaire de Saint-Jean-sur-Richelieu.  

## Carrière musicale
En 2011, il dévoile un premier EP homonyme. Puis, en 2016 parait Pêcher Rien, le premier album de l’artiste, réalisé par George Donoso III. En 2018, Kinsgbury revient à la charge avec un second opus, intitulé Plaza  et réalisé par Jonathan Charrette (ex-membre du feu-groupe indie-pop montréalais Groenland).  
À deux reprises, il aura été mis en nomination au Gala alternatif de la musique indépendante du Québec dans les catégories « Album rock de l’année » pour l'album Pêcher rien et « Vidéoclip de l'année» pour le vidéoclip Comme douze, réalisé par Cassandre Émanuel.  
L’artiste endisque sous l’étiquette québécoise Ad Litteram depuis 2016.  
Kingsbury est aussi une membre du groupe Montréal Carnivores.

## Discographie
- 2018 : Plaza
- 2016 : Pêcher rien
- 2011 : Simon Kingsbury

## Vidéographie
- 2018 : Dans l'corridor (vidéoclip officiel), réalisation : Cassandre Émanuel.
- 2017 : Comme douze (vidéoclip officiel), réalisation : Cassandre Émanuel.
- 2016 : Chandail (vidéoclip officiel), réalisation : Laurence & Laurent.
- 2016 : Comédien(vidéoclip officiel), réalisation : Emmanuel Audet.